# Bijori jezik
Bijori jezik (ISO 639-3: bix; binjhia, birijia, birjia, brijia, burja), austroazijski jezik uže skupine munda kojim govori oko 25 000 ljudi (1998) iz plemena Birjia u Jharkhandu, Zapadnom Bengalu, Madhya Pradeshu i Orisi.
Zajedno s još dvanaest jezika pripada podskupini kherwari

## Vanjske poveznice
- Ethnologue (14th)
- Ethnologue (15th)